# Jean Carnahan
Jean Carnahan (Washington, 1933. december 20. – Creve Coeur, 2024. január 30.) az Amerikai Egyesült Államok szenátora (Missouri, 2001–2002).